# 小合溜井

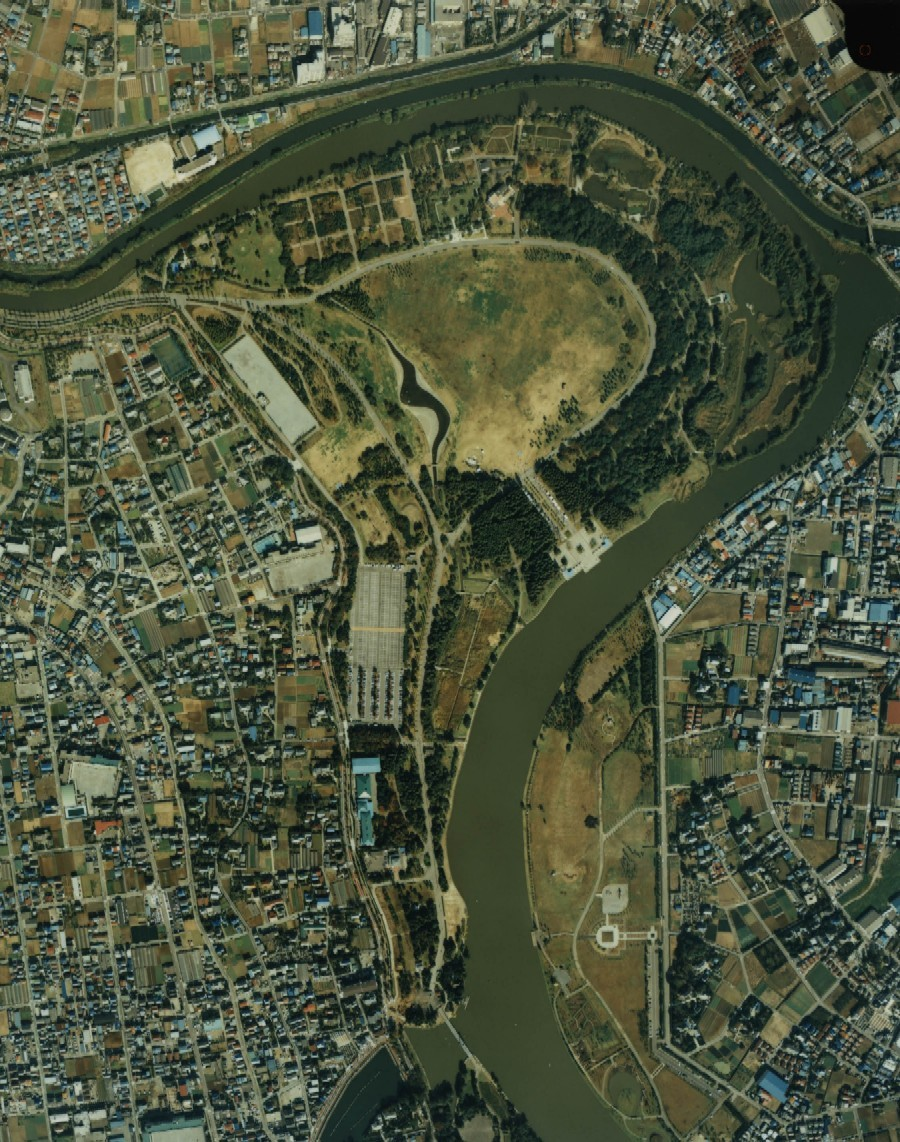
小合溜井

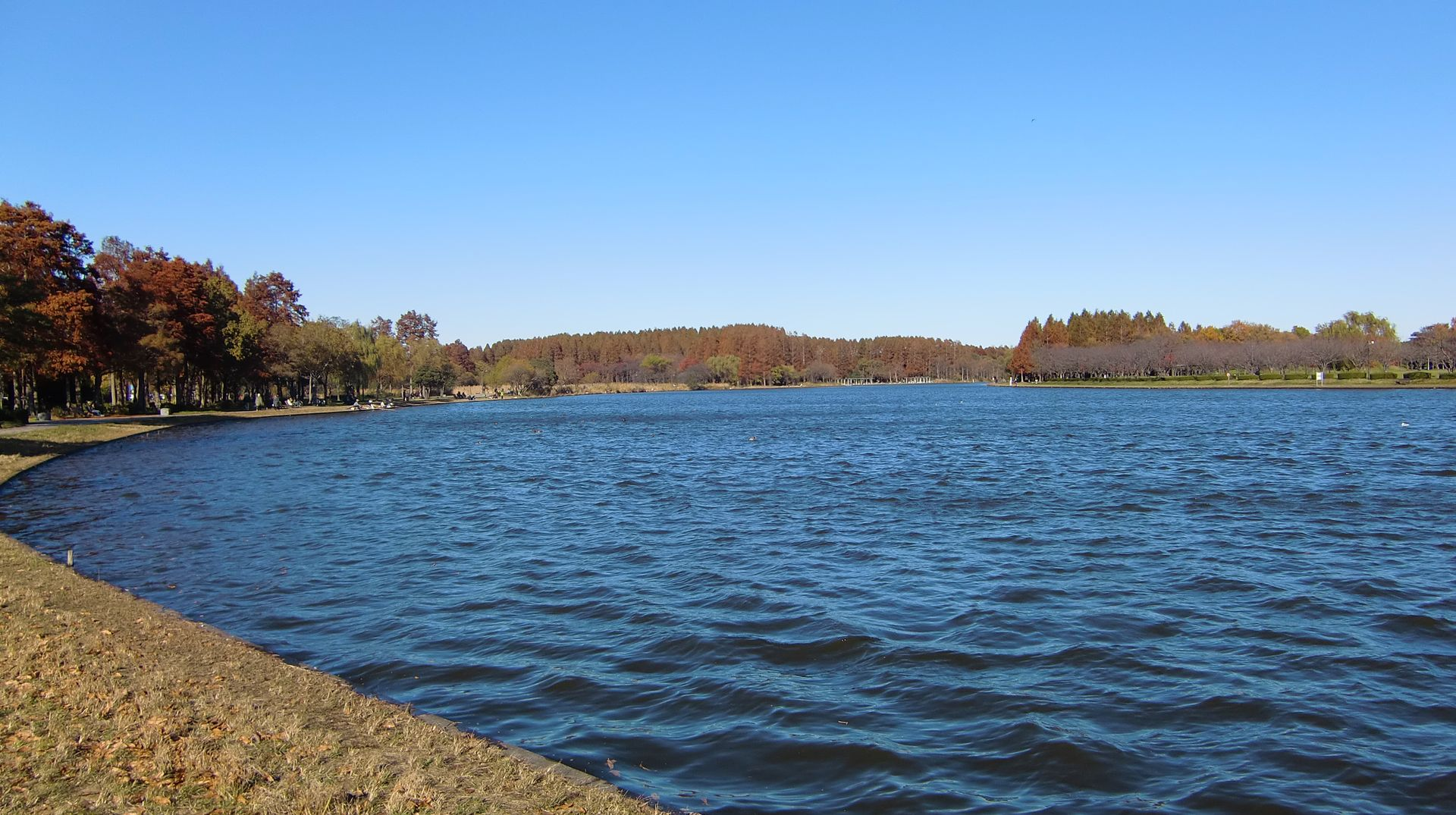
水元公園より望む小合溜井

小合溜井（こあいためい）は、東京都葛飾区と埼玉県三郷市との県境に位置する池。小合溜（こあいだめ）とも呼ばれる。
河川法上としては準用河川に指定されている。

## 概要
小合溜井は、江戸時代に作られた溜井の1つ。「溜井」とは、用水を確保するために河川を堰き止めて作った用水池である。古利根川（中川）の一部で1729年（享保14年）徳川吉宗指示のもと、紀州藩出身の井沢弥惣兵衛が水害防止、及び灌漑用水を調整する遊水池として設けたものである。
小合溜井によって、東葛西領の50あまりの町村を潤す水源となったため、ここを「水元」と呼ぶようになった。
葛飾区側に水元公園、三郷市側にみさと公園がある。東京都と埼玉県の県境を成しているが、県境の境界線を巡って、葛飾区と三郷市が対立し、県境未確定区域が存在する。
1991年（平成3年）3月15日に小合溜井は準用河川に指定されている。
水害防止として、小合溜井に沿って同時期に築かれた桜土手（櫻堤、若しくは水元さくら堤）が東京都側に設けられており、ソメイヨシノの開花期は花見の名所である。